# Puccinia horiana
Puccinia horiana är en svampart som beskrevs av Henn. 1901. Puccinia horiana ingår i släktet Puccinia och familjen Pucciniaceae.   Inga underarter finns listade i Catalogue of Life.